# Kiki Sheung Tin-Ngo
Kiki Sheung Tin-Ngo (Hongkong, 24 juli 1963) (jiaxiang: Guangdong, Jiangmen, Xinhui) is een Hongkongse TVB-actrice. Kiki begon bij TVB en stapte over naar HKATV in 1995. En in 2002 ging hij weer terug naar TVB. Kiki was zeer bekend door haar rol in Looking Back In Anger, een van TVB's populairste drama's.

## Filmografie
- Rosy business (TVB, 2009)
- When Easterly Showers Fall on the Sunny West (TVB, 2008)
- Last one standing (TVB, 2008)
- The money-maker recipe (TVB, 2008)
- The seventh say (TVB, 2008)
- The family link (TVB, 2007)
- Maiden's Vow (TVB, 2006)
- Below the Lion Rock 2006 (2006)
- The charm beneath (TVB, 2005)
- Yummy yummy (TVB, 2005)
- Lost in the Chamber of Love (TVB, 2005)
- The Last Breakthrough (TVB, 2004)
- Kung Fu Soccer (TVB, 2004)
- To Get Unstuck in Time (TVB, 2004)
- Lady Stealer (ATV, 2002)
- Young Hero Fang Shi Yu (ATV, 1999)
- Food Glorious Food (ATV, 1999)
- The Good Old Days (ATV, 1996)
- Vampire Expert II (ATV, 1996)
- I Have a Date with Spring (ATV, 1995)
- Looking Back in Anger (TVB, 1989)
- Two of a Kind (TVB, 1989)
- A Taste of Bachelorhood(TVB, 1986)
- The Duke of Mount Deer (TVB, 1984)

- Library of Congress Control Number: no2011122320
- Virtual International Authority File: 306340026
- WorldCat: E39PBJdGQtDdP3KMpHbph7yyBP